# Абайський сільський округ (Келеський район)
Аба́йський сільський округ (каз. Абай ауылдық округі, рос. Абайский сельский округ) — адміністративна одиниця у складі Келеського району Туркестанської області Казахстану. Адміністративний центр та єдиний населений пункт — село Абай.
Населення — 23510 осіб (2021; 17700 у 2009, 15454 у 1999, 12151 у 1989).
Станом на 1989 рік існувала Абайська сільська рада (село Абай).